# Pitcairnia barrigae
Pitcairnia barrigae är en gräsväxtart som beskrevs av Lyman Bradford Smith. Pitcairnia barrigae ingår i släktet Pitcairnia och familjen Bromeliaceae. Inga underarter finns listade i Catalogue of Life.